# Le Pin-la-Garenne
Pour les articles homonymes, voir Le Pin et la Garenne (homonymie).
Le Pin-la-Garenne est une commune française, située dans le département de l'Orne en région Normandie, peuplée de 619 habitants.

## Géographie

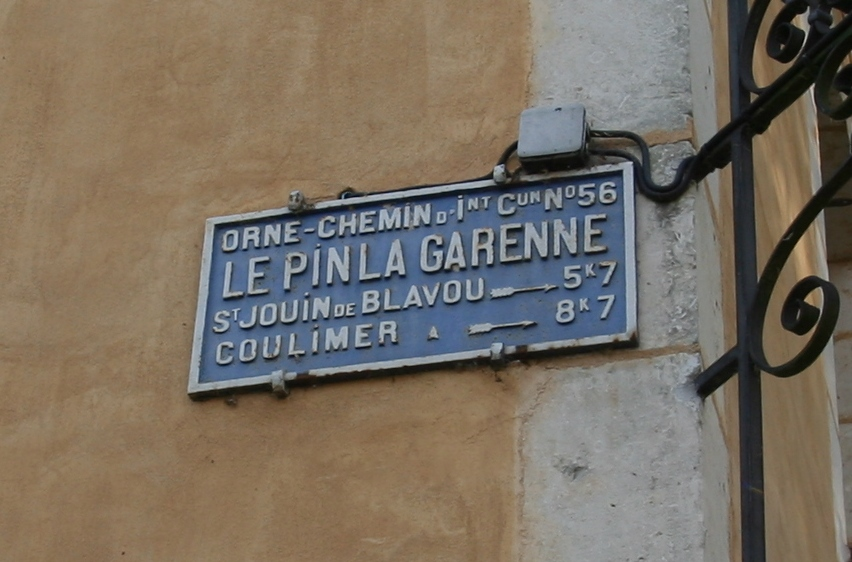

| Saint-Jouin-de-Blavou                | Saint-Denis-sur-Huisne, Réveillon | Comblot           |
| Saint-Jouin-de-Blavou, Bellavilliers | du Pin-la-Garenne                 | Mauves-sur-Huisne |
| Bellavilliers, Eperrais              | Eperrais                          | Eperrais          |

### Hydrographie
La commune est située dans le bassin Loire-Bretagne. Elle est drainée par le Chêne Galon,.
Le Chêne Galon, d'une longueur de 12 km, prend sa source dans la commune de Bellavilliers et se jette  dans l'Huisne en limite de Comblot et de Mauves-sur-Huisne, après avoir traversé cinq communes. 

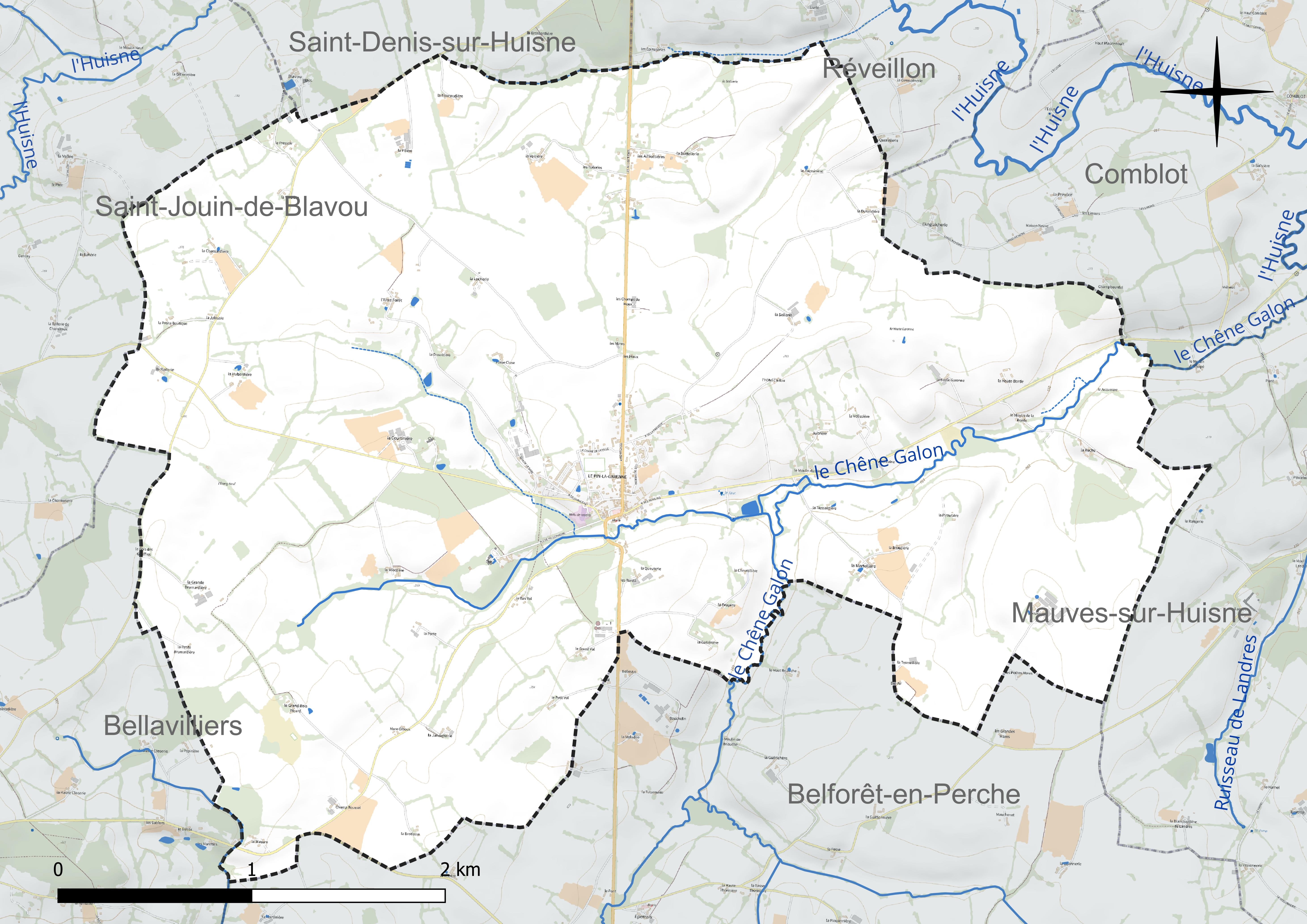
Réseau hydrographique du Pin-la-Garenne.

### Climat
Pour des articles plus généraux, voir Climat de la Normandie et Climat de l'Orne.
En 2010, le climat de la commune est de type climat océanique dégradé des plaines du Centre et du Nord, selon une étude du CNRS s'appuyant sur une série de données couvrant la période 1971-2000. En 2020, Météo-France publie une typologie des climats de la France métropolitaine dans laquelle la commune est exposée à un climat océanique altéré et est dans la région climatique Normandie (Cotentin, Orne), caractérisée par une pluviométrie relativement élevée (850 mm/a) et un été frais (15,5 °C) et venté. Parallèlement le GIEC normand, un groupe régional d’experts sur le climat, différencie quant à lui, dans une étude de 2020, trois grands types de climats pour la région Normandie, nuancés à une échelle plus fine par les facteurs géographiques locaux. La commune est, selon ce zonage, exposée à un « climat contrasté des collines », correspondant au Pays d'Ouche et au Perche et bénéficiant d’un caractère continental affirmé avec des précipitations atténuées et des amplitudes thermiques fortes.
Pour la période 1971-2000, la température annuelle moyenne est de 10,4 °C, avec une amplitude thermique annuelle de 14,2 °C. Le cumul annuel moyen de précipitations est de 753 mm, avec 12,2 jours de précipitations en janvier et 7,9 jours en juillet. Pour la période 1991-2020, la température moyenne annuelle observée sur la station météorologique la plus proche, située sur la commune de Saint-Martin-du-Vieux-Bellême à 7 km à vol d'oiseau, est de 11,4 °C et le cumul annuel moyen de précipitations est de 810,0 mm,. Pour l'avenir, les paramètres climatiques de la commune estimés pour 2050 selon différents scénarios d’émission de gaz à effet de serre sont consultables sur un site dédié publié par Météo-France en novembre 2022.

## Urbanisme

### Typologie
Au 1er janvier 2024, Le Pin-la-Garenne est catégorisée commune rurale à habitat dispersé, selon la nouvelle grille communale de densité à sept niveaux définie par l'Insee en 2022.
Elle est située hors unité urbaine. Par ailleurs la commune fait partie de l'aire d'attraction de Mortagne-au-Perche, dont elle est une commune de la couronne,. Cette aire, qui regroupe 25 communes, est catégorisée dans les aires de moins de 50 000 habitants,.

### Occupation des sols
L'occupation des sols de la commune, telle qu'elle ressort de la base de données européenne d’occupation biophysique des sols Corine Land Cover (CLC), est marquée par l'importance des territoires agricoles (97,7 % en 2018), une proportion sensiblement équivalente à celle de 1990 (98,1 %). La répartition détaillée en 2018 est la suivante : 
terres arables (71,4 %), prairies (22,1 %), zones agricoles hétérogènes (4,1 %), zones urbanisées (2,3 %). L'évolution de l’occupation des sols de la commune et de ses infrastructures peut être observée sur les différentes représentations cartographiques du territoire : la carte de Cassini (XVIIIe siècle), la carte d'état-major (1820-1866) et les cartes ou photos aériennes de l'IGN pour la période actuelle (1950 à aujourd'hui).

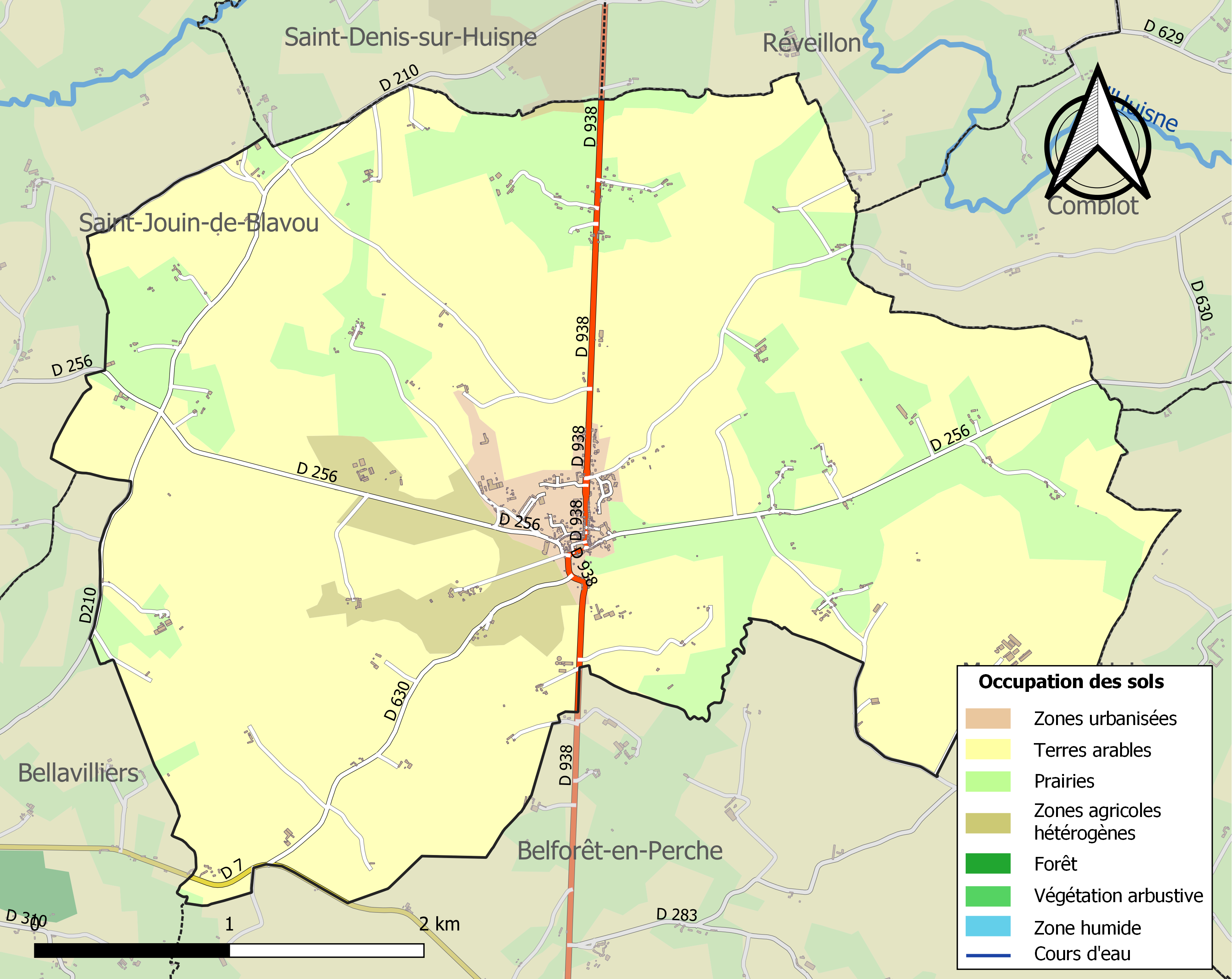
Carte des infrastructures et de l'occupation des sols de la commune en 2018 (CLC).

## Toponymie
Le nom de la localité est attesté sous la forme Pinus en 1373, Le Pin en 1793.
Le toponyme Le Pin est lié à l'évocation ou la présence de pins, terme déjà en usage en ancien français, issu du latin pinus.
La première mention du nom complet "Le Pin-la-Garenne" apparaît en 1811 dans l'Annuaire de l'Orne.
À l'origine, une garenne est un espace réservé à certaines espèces de gibier et où les animaux peuvent trouver pâture ou un seigneur s'y réserve le droit de chasse (avec son ban de garenne, il se réserve surtout le grand gibier, les paysans participant, plus ou moins légalement, à la capture des lapins par filets, lacets, collets ou trappes) ou de pêche, pour les garennes à poisson. Ces espaces réservés féodalement sont généralement situés à proximité d'une demeure seigneuriale.

## Histoire
L'affaire criminelle Émile Besnard en 1948.

## Politique et administration
| Période                                  | Période  | Identité       | Étiquette | Qualité             |
| ---------------------------------------- | -------- | -------------- | --------- | ------------------- |
|                                          |          | Gaston Bouvier |           |                     |
| (avant 2001)                             | 2007     | Jacques Martin |           |                     |
| 2007                                     | mai 2020 | Jacky Bertrand | SE        | Retraité (commerce) |
| mai 2020                                 | En cours | Alain Maraquin | SE        | Agriculteur         |
| Les données manquantes sont à compléter. |          |                |           |                     |

Le conseil municipal est composé de quinze membres dont le maire et quatre adjoints.

## Démographie
L'évolution du nombre d'habitants est connue à travers les recensements de la population effectués dans la commune depuis 1793. Pour les communes de moins de 10 000 habitants, une enquête de recensement portant sur toute la population est réalisée tous les cinq ans, les populations de référence des années intermédiaires étant quant à elles estimées par interpolation ou extrapolation. Pour la commune, le premier recensement exhaustif entrant dans le cadre du nouveau dispositif a été réalisé en 2006.
En 2022, la commune comptait 619 habitants, en évolution de −6,21 % par rapport à 2016 (Orne : −3,21 %, France hors Mayotte : +2,11 %).
Le Pin-la-Garenne a compté jusqu'à 1 369 habitants en 1836.
| 1793  | 1800  | 1806  | 1821  | 1836  | 1841  | 1846  | 1851  | 1856  |
| ----- | ----- | ----- | ----- | ----- | ----- | ----- | ----- | ----- |
| 1 260 | 1 150 | 1 107 | 1 183 | 1 369 | 1 335 | 1 313 | 1 295 | 1 246 |

| 1861  | 1866  | 1872  | 1876  | 1881 | 1886 | 1891 | 1896 | 1901 |
| ----- | ----- | ----- | ----- | ---- | ---- | ---- | ---- | ---- |
| 1 199 | 1 203 | 1 145 | 1 064 | 986  | 978  | 947  | 848  | 807  |

| 1906 | 1911 | 1921 | 1926 | 1931 | 1936 | 1946 | 1954 | 1962 |
| ---- | ---- | ---- | ---- | ---- | ---- | ---- | ---- | ---- |
| 785  | 744  | 672  | 630  | 610  | 585  | 630  | 633  | 587  |

| 1968 | 1975 | 1982 | 1990 | 1999 | 2006 | 2011 | 2016 | 2021 |
| ---- | ---- | ---- | ---- | ---- | ---- | ---- | ---- | ---- |
| 570  | 510  | 597  | 620  | 639  | 619  | 724  | 660  | 626  |

| 2022 | - | - | - | - | - | - | - | - |
| ---- | - | - | - | - | - | - | - | - |
| 619  | - | - | - | - | - | - | - | - |

## Lieux et monuments
- Le château de la Pellonnière des XVe – XVIIe siècles, restauré au XIXe siècle[28], partiellement inscrit au titre des monuments historiques par arrêté du 29 juin 1967[29].
- Église Saint-Barthélémy du XVe siècle. Elle abrite quelques œuvres classées au titre objet[30].
- Château de la Courtinière.
- Motte féodale près du bourg[28].

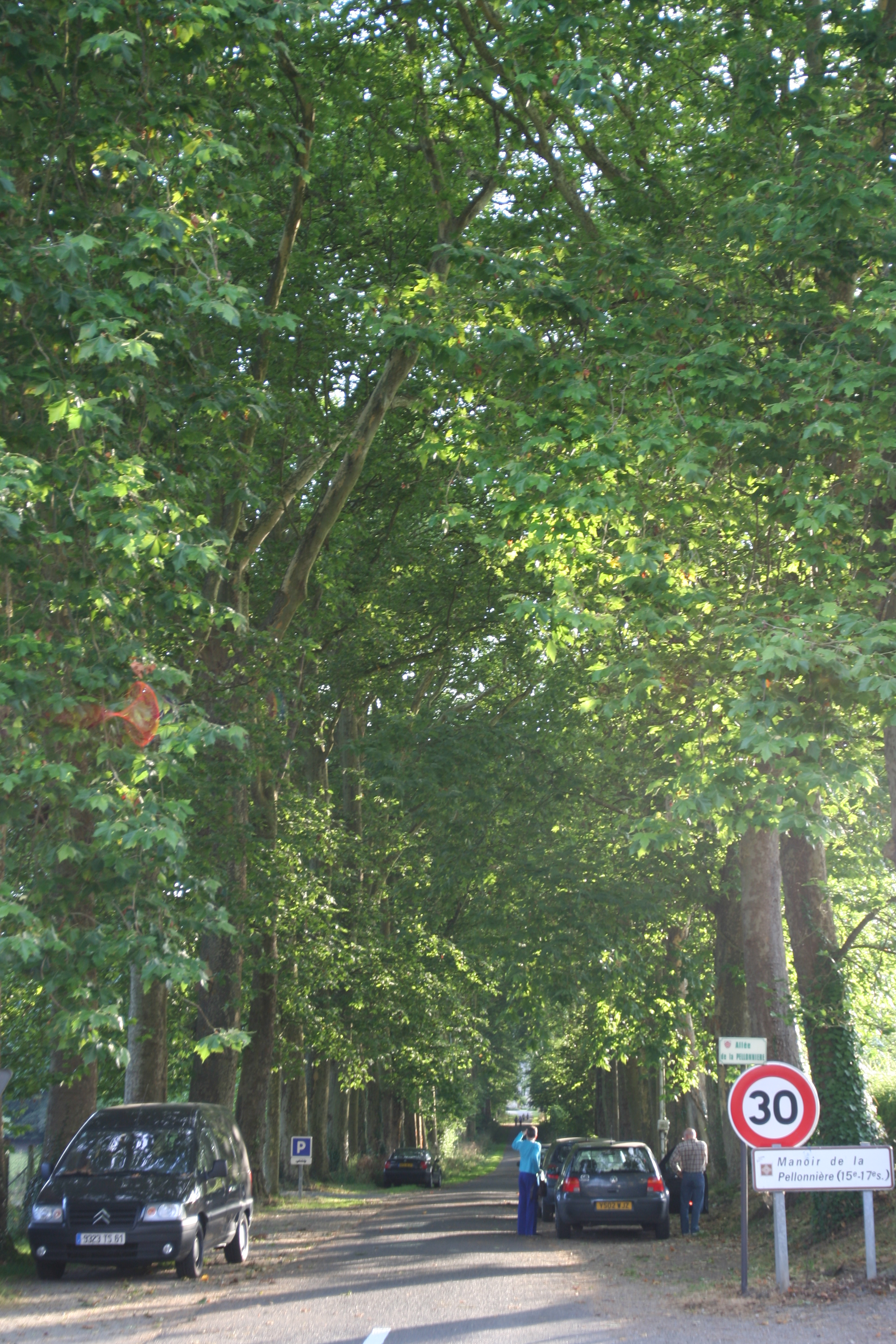
L'allée d'accès au manoir de la Pellonnière.
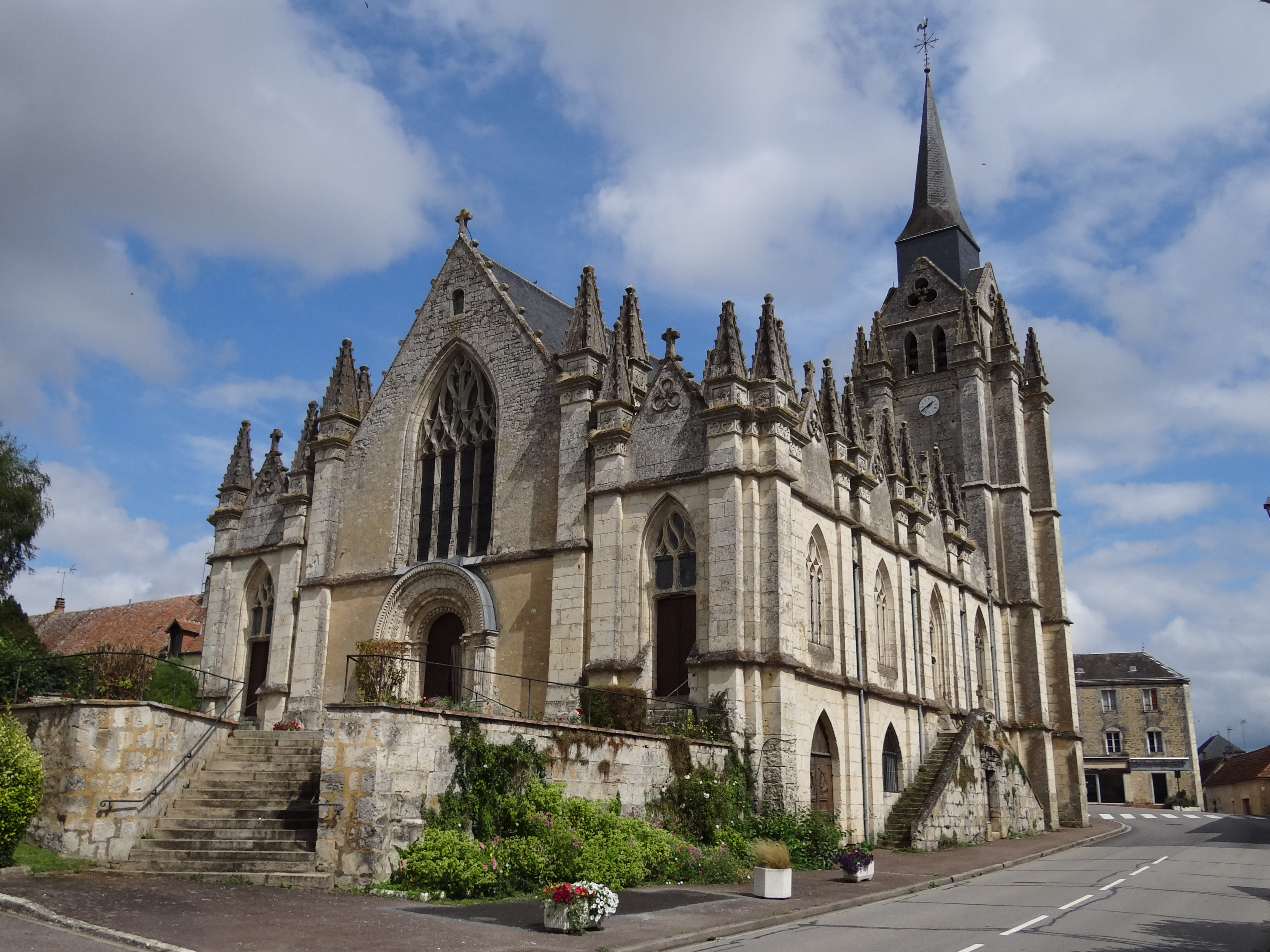
L'église Saint-Barthélémy.
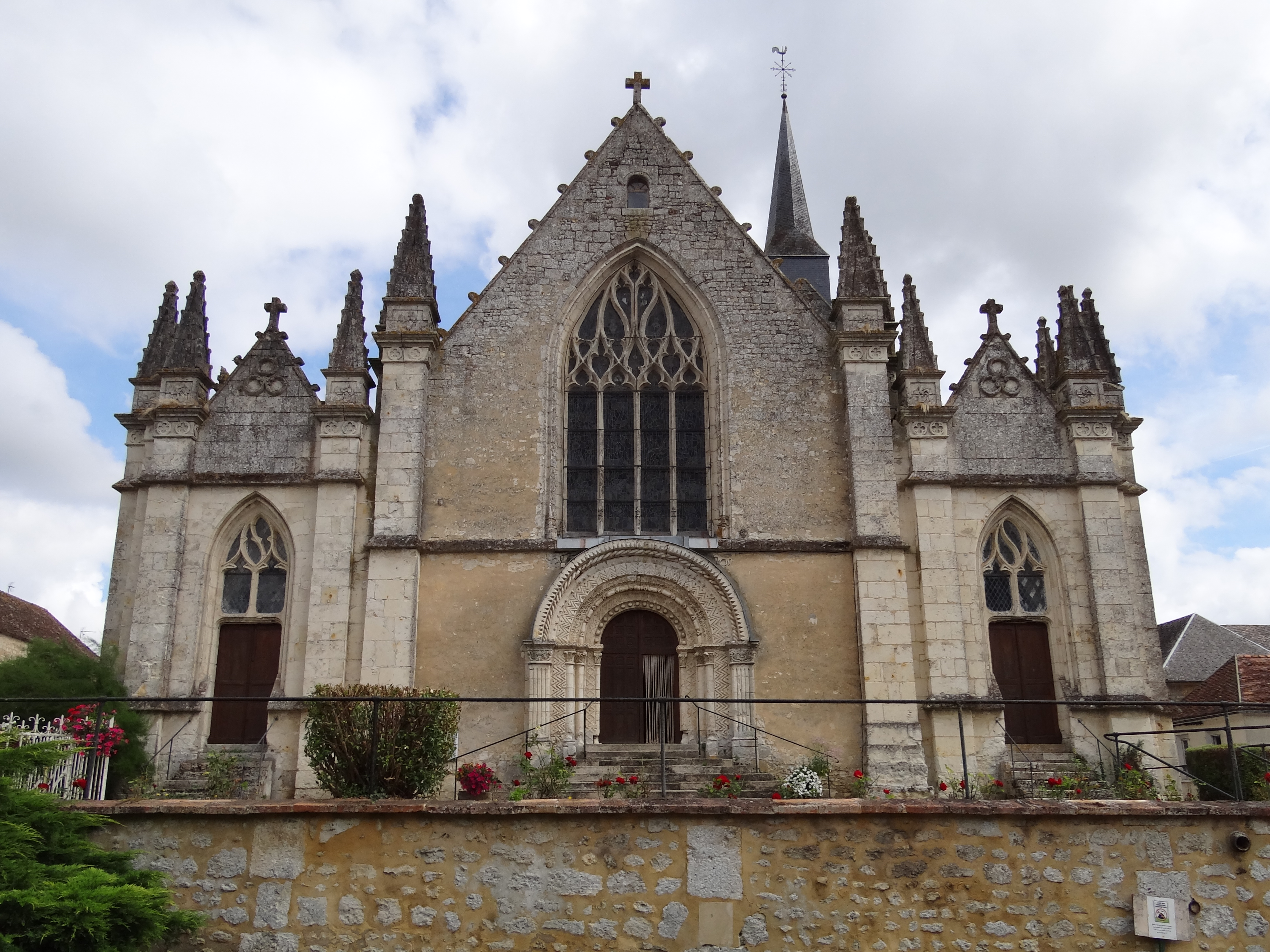
La façade principale de l'église.
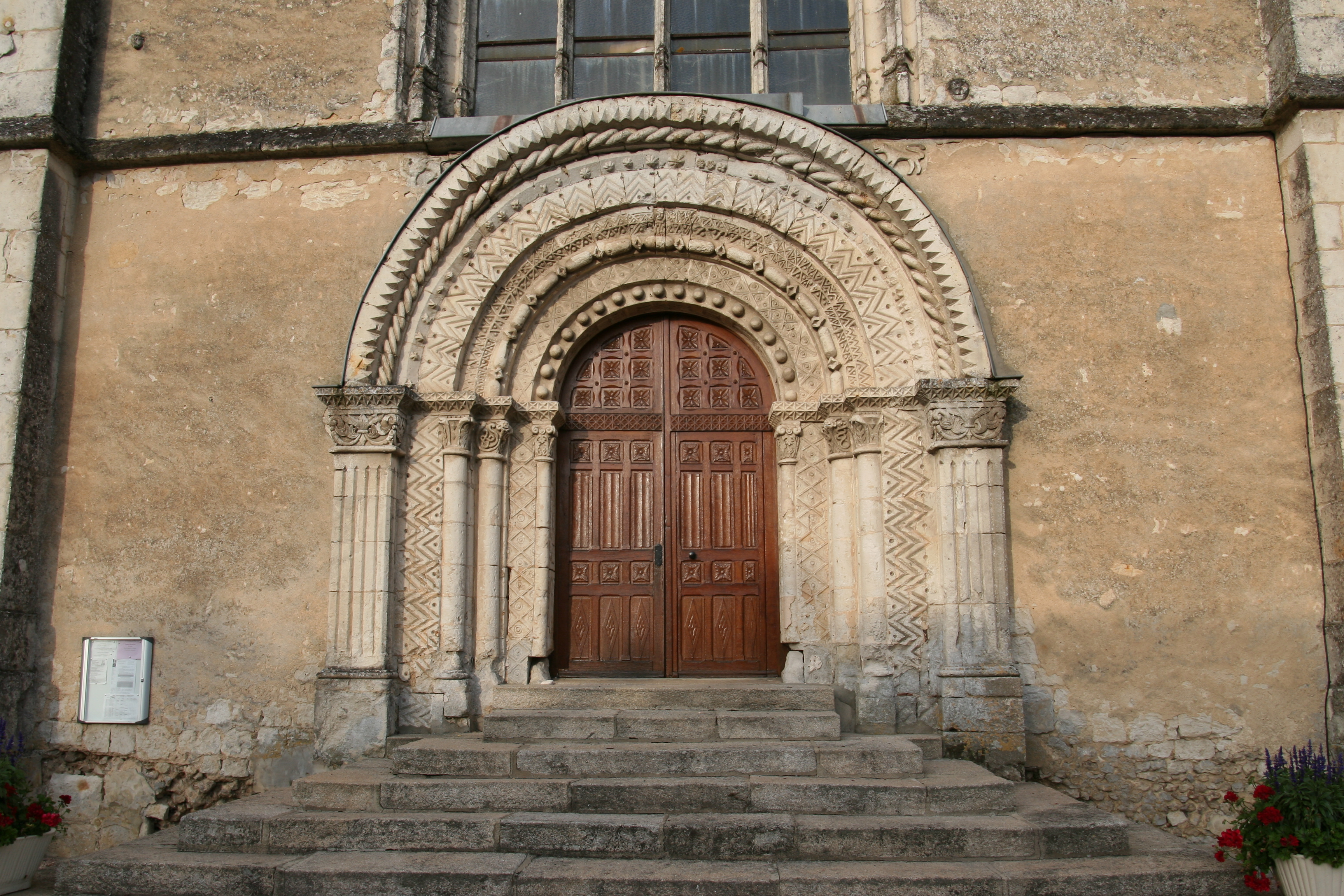
Le portail de l'église.
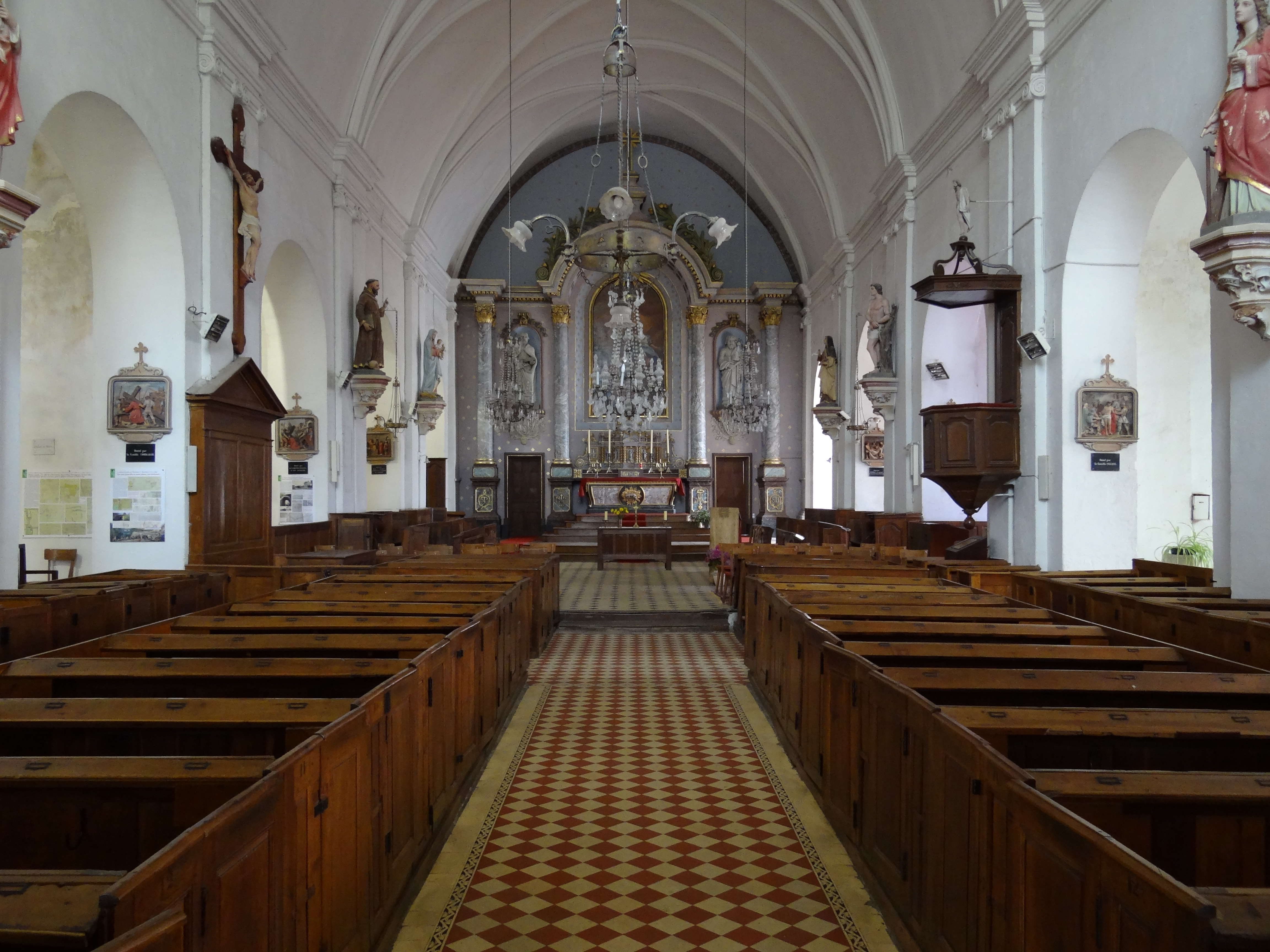
La nef de l'église.

## Activité, label et manifestations

### Sports
L'Union sportive du Pin-la-Garenne fait évoluer une équipe de football en division de district.

### Label
La commune est une ville fleurie (une fleur) au concours des villes et villages fleuris.

## Personnalités liées à la commune
- Louis Adolphe Humbert de Molard (1800-1874), qui eut des liens amicaux puis familiaux avec la famille Patu de Saint Vincent. Il photographia le village du Pin-la-Garenne, l'église et le château de la Pellonniere vers 1850.
- Jürgen Schadeberg[33] (né en 1931), photographe, s'est installé au Pin-la-Garenne[34].

## Héraldique
| Blason de Le Pin-la-Garenne | Blason  | Coupé: au 1er d'or au lion de gueules, au 2e d'argent à la pomme de pin de sinople accostée d'une demi-feuille d'érable de gueules mouvant du flanc dextre et d'une demi-feuille de platane du même mouvant du flanc senestre. |
| Blason de Le Pin-la-Garenne | Détails | Le statut officiel du blason reste à déterminer. |